# Justicia canbyi
Justicia canbyi är en akantusväxtart som beskrevs av Jesse More Greenman. Justicia canbyi ingår i släktet Justicia och familjen akantusväxter. Inga underarter finns listade i Catalogue of Life.